# 禁断の惑星
『禁断の惑星』（きんだんのわくせい、Forbidden Planet）はアメリカ合衆国のSF映画。1956年にメトロ・ゴールドウィン・メイヤーから公開された。監督はフレッド・M・ウィルコックス、主な出演者はウォルター・ピジョン、アン・フランシス、レスリー・ニールセンなど。イーストマン・カラーとシネマスコープを用いて撮影された。1950年代のSF映画の中でも傑作のひとつとされ、現代SF映画の前身とされている。登場人物や孤立した舞台がウィリアム・シェイクスピアの『テンペスト』と類似しており、プロットの一部に同作と対応する部分があるため、大まかな意味での翻案と見做されている。
『禁断の惑星』は後のSF映画で用いられる多数の要素を開拓した。SF映画として初めて人類が自ら作り上げた超光速宇宙船による恒星間移動を描き、地球から遠く離れた別星系の惑星のみを舞台とした最初の映画でもあった。ロボットのロビーは、足を付けただけの「ブリキ缶」ではないロボットとして映画に登場した最初期のキャラクターである。ロビーには明確な人格が与えられており、脇役として重要な役割を演じている。SFに限らず、純粋な電子音楽（Bebe and Louis Barron提供）を初めて用いた画期的な作品でもあった。
第29回アカデミー賞ではアカデミー視覚効果賞にノミネートされた。

## ストーリー
宇宙移民がはじまった2200年代。アダムス機長が率いる宇宙船C-57-D（日本語テレビ版では「アンドロメダ号」）は、20年前に移住しその後連絡を絶った移民団の捜索のために、アルタイル第4惑星（アルテア4）へ着陸する。アルテア4移民団の生き残りは、モービアス博士と、アルテア4で誕生した彼の娘であるアルティラのわずか2名と、モービアスが作り上げたロボット・ロビーだけだった。
モービアスは捜索団に対して、アルテア4にはかつて、極度に発達した科学を創り上げ進化した「クレル人」が先住民族として存在したが、原因不明な理由で突然滅亡した、と告げる。そして移民団は正体不明の怪物に襲われ、自分たち2名と彼の妻（後に別の理由で死亡）以外は死んでしまったという。残ったモービアスは、クレル人の遺跡に残っていた巨大なエネルギーを生成する設備を分析・使用し、モービアス自身の能力を飛躍的に増進させていた。ロビーもその結果出来たものだ。さらに彼は、恐らくC-57-Dも怪物に襲われるだろうと予告し、一刻も早くこの星を離れるよう求める。そしてモービアスの言葉通りに再び現れた怪物はC-57-Dを襲撃、乗組員を殺害し始めた。しかしアダムスは、アルティラと恋仲となったこともあり、即時の離陸を拒否。モービアスとアルティアを、或いはせめてアルティラだけでも、地球に連れ帰ろうとする。
いよいよ怪物の猛威が彼らに迫ったとき、クレル人の遺跡のエネルギーが最大出力に達していたことに気付いたアダムスは博士を問い詰める。そして彼は、怪物の正体が「イドの怪物」とでも呼ぶべき、モービアスの潜在意識、自我そのものだということを見破る。移民団やC-57-Dの乗組員を襲った怪物も、実は遺跡の装置によって増幅され具現化したモービアスの潜在意識（憎しみ）のなせるわざであった。そしてクレール人も、自分たちの潜在意識を制御しきれず、巨大なエネルギーでお互いに殺し合い、自滅したのだ。怪物はアダムスや博士達に襲いかかる。博士はロビーに攻撃するよう命じるが、元が主人である怪物を撃つことが出来ない。自らの心の暗黒面を正視したモービアスは、怪物の前に立ちふさがる。
怪物は消滅したが、モービアスは虫の息となる。彼は遺跡の自爆装置を作動させ、アルテア4もろとも滅びる道を選ぶ。アダムス機長は、アルティラとロビーを伴ってC-57-Dに戻り、生き残ったクルーとアルテア4から離脱する。そしてアルテア4が爆発するのを確認すると、父の死を嘆くアルティラを抱きしめ、我々は神ではないことを教えてくれたモービアスの名は銀河を照らす灯台となるだろうと語る。

## キャスト
| 役名                             | 俳優                       | 日本語吹替    | 日本語吹替    |
| 役名                             | 俳優                       | テレビ朝日版1 | テレビ朝日版2 |
| -------------------------------- | -------------------------- | ------------- | ------------- |
| エドワード・モービアス博士       | ウォルター・ピジョン       | 大木民夫      | 森山周一郎    |
| アルティラ（アルタ）・モービアス | アン・フランシス           | 田原久子      |               |
| ジョン・J・アダムス機長          | レスリー・ニールセン       | 小林修        | 小林修        |
| オストロウ船医                   | ウォーレン・スティーヴンス | 原田一夫      | 大塚周夫      |
| ジェリー・ファーマン大尉         | ジャック・ケリー           | 山田康雄      | 広川太一郎    |
| クイン                           | リチャード・アンダーソン   | 家弓家正      | 家弓家正      |
| クック                           | アール・ホリマン           | 愛川欽也      |               |
| 甲板長（ボースン）               | ジョージ・ウォレス         |               |               |
| グレイ                           | ボブ・ディックス           |               |               |

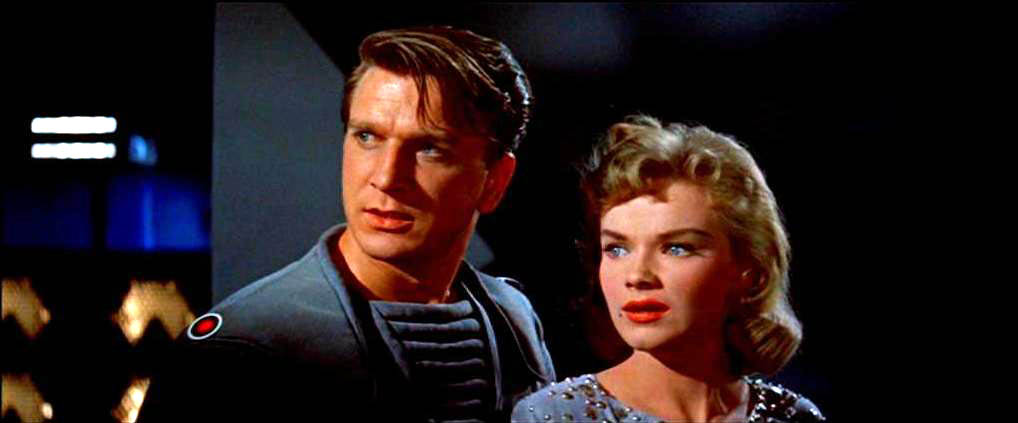
レスリー・ニールセンとアン・フランシス

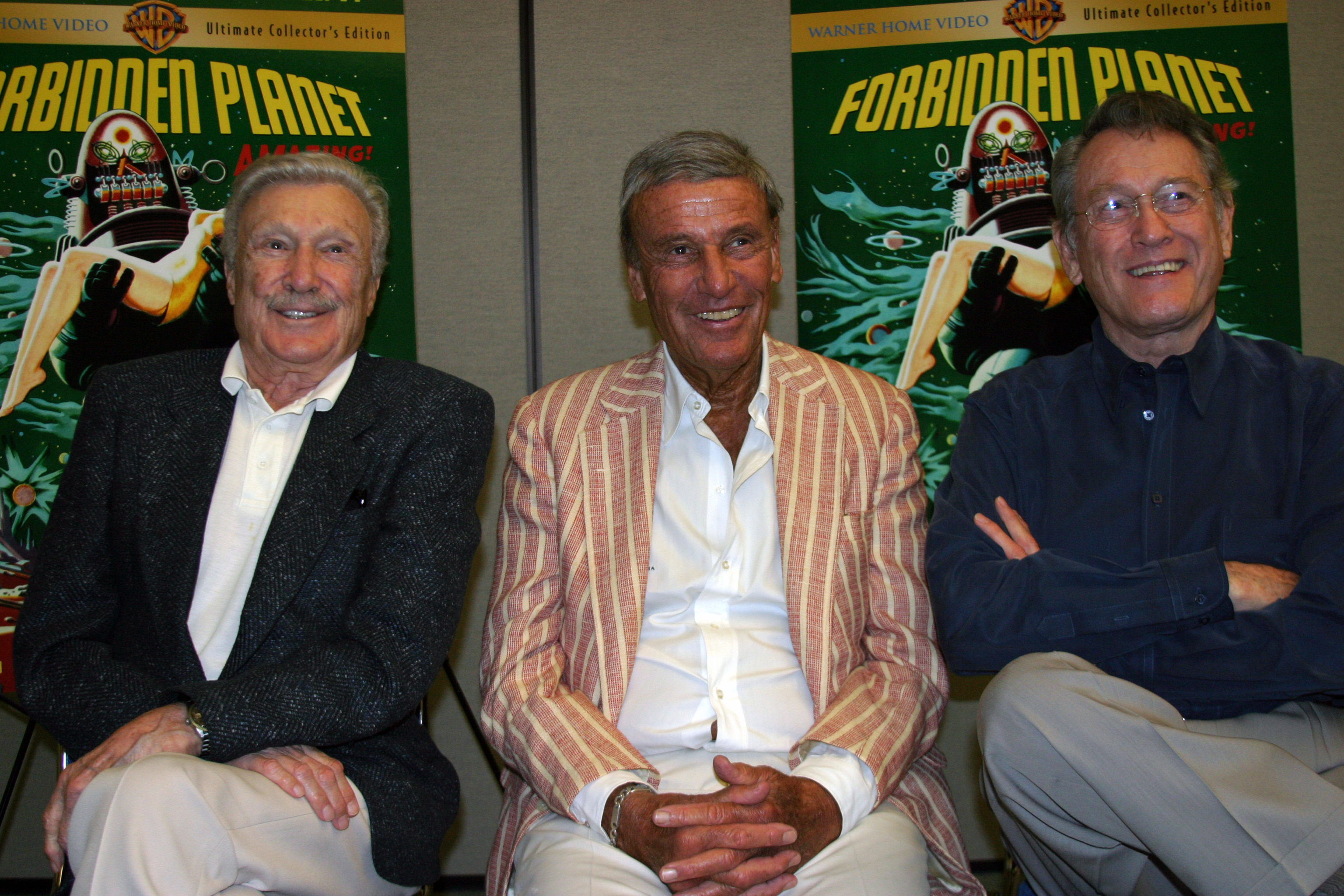
ウォーレン・スティーヴンス、リチャード・アンダーソン、アール・ホリマン。2006年7月のサンディエゴ・コミコン・インターナショナルにて撮影。

- テレビ朝日版1：初回放送1969年5月4日『日曜洋画劇場』[注釈 1]
- テレビ朝日版2：初回放送日不明

## 作品の評価
Rotten Tomatoesによれば、批評家の一致した見解は「『テンペスト』を印象的なセットとシームレスな特殊効果で翻案した『禁断の惑星』で、シェイクスピアは豪華な宇宙の待遇を受けている」であり、46件の評論のうち高評価は96%にあたる44件で、平均点は10点満点中8.2点となっている。

### 富野由悠季
アニメーション監督の富野由悠季は、高校1年生だった当時に劇場で鑑賞し、SFというジャンルが設定ありきで、役者が演じる部分をしっかり作り込まないと話が稚拙になるという限界点を思い知らされたとして、「映画作りはとても面倒である」という事実を突きつけられたと語っている。そのため鑑賞以来、反面教師として低い評価を下していたが、90年代に入ってからは逆に好感を持つようになり、映画を作る上での技術論を教えられた教科書で、マエストロだと高く評価している。

## ロビー・ザ・ロボット
登場するロボット「ロビー・ザ・ロボット」は、SFに登場するロボットのひとつのモデルを確立した。『宇宙家族ロビンソン』のフライデーや「スター・ウォーズシリーズ」のR2-D2は、ロビーの直系の子孫であると言ってもよい（ロビーとフライデーのデザインはどちらもロバート・キノシタが担当したものである）。ロビーはその後『続・禁断の惑星　宇宙への冒険』（原題は『THE INVISIBLE BOY』）、『トワイライト・ゾーン』『アダムスのお化け一家』など多数の作品にゲスト出演した。多くの玩具が発売されており、また「主役の補佐をするマスコット的なロボットの存在」という設定において日本のアニメ・特撮にも大きな影響を与えたとされる。
「ロビー」の描写は、1950年に発表されたアシモフの『われはロボット』に登場するロボット工学三原則の影響を受けており、これは“「怪物を止めよ」というモービアス博士の命令を受けたロビーが放電しながら機能停止してしまう”というシークエンスにて表現されている。イドの怪物はモービアスの潜在意識を具現化したものであったため、「怪物を止める」にはモービアス博士を殺すしか方法がなかったからである。

## 関連作品
- テンペスト (シェイクスピア)
- 伝説巨神イデオン
- チェリー2000 - 本作に登場のロボット「ロビー」がゲスト出演。
- 野獣死すべし（1959年） - オープニング中の冒頭で、ロビーのブリキ玩具が登場。
- 暗黒街の顔役（1959年） - 鶴田浩二が息子に用意したプレゼントとして、ロビーのブリキ玩具が登場。

## 映像商品
- ワーナー・ホーム・ビデオより、国内盤DVDが繰り返し発売されている。定価690円のシリーズにもラインナップされたが、その後1,500円に再値上げしている。

## 音楽商品
- 1995年1月5日、アメリカのGNPクレッシェンド・レコーズより、オリジナル・サウンドトラック盤CDが発売された。品番：PRD-001。